# Diaspora galiziana
     + 100,000
     + 10,000
     + 1,000

Galiziani residenti all'estero secondo il CERA, il 9/01/2023.
+ 100,000
+ 10,000
+ 1,000

Il processo di emigrazione di massa del popolo galiziano avvenuto durante gli ultimi tre decenni del XIX secolo fino a ben oltre la metà del XX secolo è noto come diaspora galiziana. Così, tra il 1850 e il 1960, più di due milioni di galiziani partirono per l'America. Va sottolineata l'importanza di questo fenomeno nei contesti socioeconomici, politici e culturali della Galizia territoriale e della Galizia esterna.
Successivamente, già nel secondo decennio del XXI secolo, a causa della crisi in Galizia e Spagna, iniziò una seconda ondata di emigrazione galiziana, principalmente verso i paesi europei (Germania e Inghilterra), generalmente formata da giovani con studi e un livello culturale medio-alto.